# Середня Камишинка
Середня Камишинка (рос. Средняя Камышинка) — село у Камишинському районі Волгоградської області Російської Федерації.
Населення становить 184 особи. Входить до складу муніципального утворення Леб'яженське сільське поселення.

## Історія
Село розташоване у межах українського історичного та культурного регіону Жовтий Клин.
Згідно із законом від 5 березня 2005 року № 1022-ОД органом місцевого самоврядування є Леб'яженське сільське поселення.

## Населення
| 2010 |
| ---- |
| 184  |